# Carmen Amariei
Carmen Andreea Amariei; z domu Lingu (ur. 3 września 1978 roku w Klużu-Napoce), rumuńska piłkarka ręczna, reprezentantka kraju, lewa rozgrywająca. Obecnie występuje w GuldBageren Ligaen, w drużynie Viborg HK.

## Sukcesy

### klubowe
- Mistrzostwa Rumunii:
  -  (1998, 1999, 2001)
  -  (2009)
- Puchar Rumunii:
  -  (1998, 1999)
- Mistrzostwa Francji:
  -  (2001, 2003)
  -  (2002, 2004)
- Puchar Francji:
  -  (2001, 2002, 2003)
- Mistrzostwa Danii:
  -  (2005, 2007)
- Puchar Danii:
  -  (2010)
- Liga Mistrzyń:
  -  (2005, 2007)

## Nagrody indywidualne
- 1999: najlepsza strzelczyni mistrzostw Świata